# Compétitivité économique

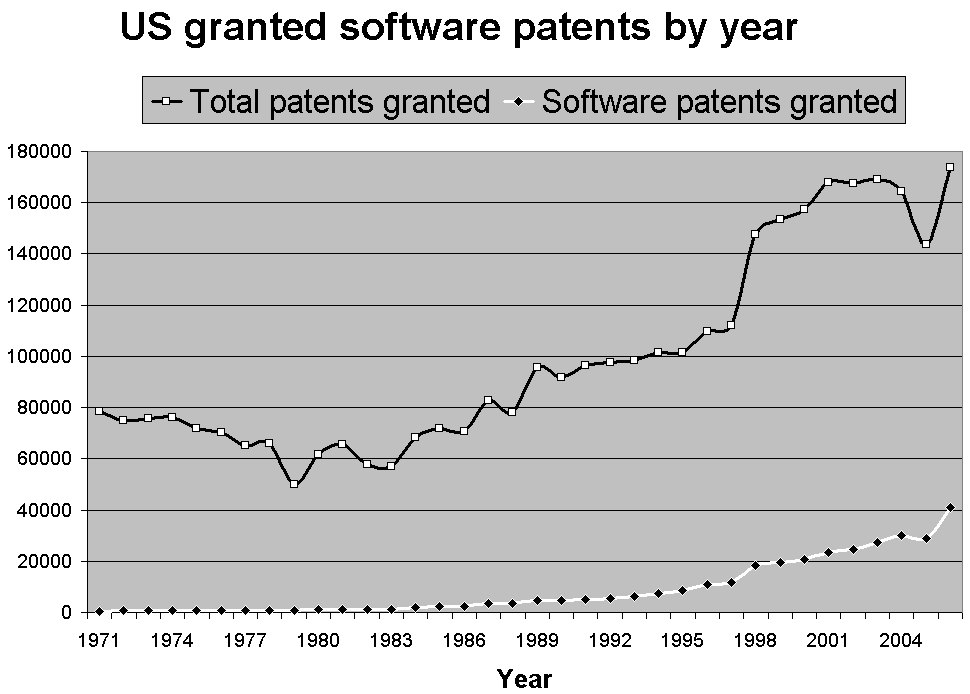

La compétitivité économique est la capacité d'une entreprise, d'un secteur économique, d'un territoire voire d'un État, à faire face à la concurrence et à accroître ses parts de marché. La compétitivité renvoie souvent à la capacité à vendre des biens ou services marchands, ou encore à attirer des investissements.
La compétitivité résulte de la capacité à se démarquer ou bien par les prix (compétitivité-coût) ou par des facteurs qui ne sont pas liés au prix, comme le caractère innovant du bien, la réputation de l'entreprise qui la produit... (compétitivité hors coût).

## Sujets de compétitivité

### Compétitivité d'entreprise
La compétitivité d'une entreprise est mesurée par la constatation d'un avantage résultant d'une différence existante entre l'offre faite par un opérateur ou par ses compétiteurs. La comparaison doit être appréciée non seulement de façon objective mais également à travers le prisme — plus subjectif — de la perception effective opérée par les clients concernés comme par ses compétiteurs (entreprises ou territoires).
Cette différence peut résulter de la comparaison de deux offres :
- identiques, mais dont l'une — dite être « moins disante » — bénéficie d'un prix de vente et/ou d'un coût de revient plus attractif ;
- différentes, en ce que l'une présente pour un prix et/ou un coût analogue(s) des caractéristiques supérieures ou plus adaptées au besoin du consommateur.

À strictement parler, l'entreprise qui se place avec succès sur des créneaux particuliers (qualité élevée, innovation, etc.) non travaillés par ses concurrentes ou se trouve être la seule (à un moment donné) à produire un type particulier de biens ou de services (situation de quasi-monopole) ne fait pas preuve de compétitivité : elle pratique une stratégie qui lui permet de s'isoler momentanément ou durablement de la concurrence. Cela dit à l'échelle d'une entreprise, d'un territoire, ou d'un bassin d'emploi, toute spécialisation stratégique ou productive peut être source de forte compétitivité dès lors qu'elle procure directement ou indirectement des synergies, rendements d'échelle et externalités positives qui renforcent la situation concurrentielle. Les effets bénéfiques pouvant rejaillir et être utilisés au gré des dirigeants pour conforter la position spécifique de l'organisation (sur un marché, sur un domaine d'activité stratégique…) ou au niveau de sa stratégie globale (les segments porteurs ou « vaches à lait » servant à financer ceux en voie d'émergence ou de consolidation).
Étudier la compétitivité d'une entreprise revient par conséquent à analyser la performance de l'entreprise par rapport à la concurrence, tant dans ses coûts (compétitivité prix) que dans l'obtention de ses avantages concurrentiels, ou compétitifs (compétitivité hors-prix). Une telle démarche passe généralement par un diagnostic stratégique qui va consister à analyser le modèle économique de l'entreprise et à apprécier son positionnement stratégique au sein de son environnement.

### Compétitivité de territoire
Si la compétitivité est originellement utilisé pour qualifier des entreprises, le concept est passé au domaine de l'économie publique. L'OCDE définit la compétitivité d'un État comme « la latitude dont dispose un pays évoluant dans des conditions de marché libre et équitable pour produire des biens et services qui satisfont aux normes internationales du marché tout en maintenant et en augmentant simultanément les revenus réels de ses habitants dans le long terme ». Les pays compétitifs sont donc ceux qui vendent comparativement plus que les autres (à l'export comme à domicile) et augmentent durablement la richesse à domicile.
La pertinence de cette notion, notamment son application à la compétitivité nationale, fait l'objet de controverses parmi les économistes. Paul Krugman, dans un article de 1994 appelé « Compétitivité : la dangereuse obsession », il soutient que la compétitivité s'applique à une entreprise, mais explique mal la vitalité économique d'un pays. Cette idée reposerait sur l'assimilation fallacieuse d'un pays à une entreprise.

## Facteurs compétitivité

### Coûts de production et de la logistique
Le coût du capital (c'est-à-dire taux d'intérêt et rendement attendu par le marché boursier), le prix du travail, qui n'est pas un coût mais a effectivement un prix (salaires des mains-d'œuvre qualifiées et non qualifiées), les coûts logistiques et de transport jusqu'à la zone de consommation, ainsi que la productivité : bonne organisation, main-d'œuvre motivée et bien employée, etc.

### Offre de produits et services
Cela recoupe la capacité à intégrer l'innovation technique et commerciale (souvent déterminante pour la compétitivité dite « hors-prix »), etc., ainsi que la capacité à respecter un niveau de qualité en phase avec la demande de la clientèle. La capacité à bénéficier d'effets de synergie et d'économie d'échelle (baisse progressive des coûts unitaires de production) sur les marchés internes et externes est également un facteur.

### Externalités positives
La présence d'infrastructures (routes, réseau de télécommunications…), de fournisseurs, d'un réseau dense de PME (petites et moyennes entreprises), ou encore la disponibilité de main-d'œuvre formée répondant aux besoins des entreprises (liée au système éducatif), constituent des externalités positives.

### Environnement macroéconomiques
L'existence d'un marché large, stable, doté d'une démographie adéquate et d'un pouvoir d'achat en croissance régulière, le taux de change : lorsque la monnaie domestique est sous-évaluée, la compétitivité est améliorée, mais aussi le niveau et la structure de l'imposition locale, nationale, et internationale, ainsi que les contraintes administratives, réglementaires ou douanières non pénalisantes.

## Typologie

### Compétitivité-prix
Elle ne peut s'exprimer que dans la mesure où la somme de l'ensemble des coûts qui déterminent le prix de revient le permet. Avec notamment le bénéfice vis-à-vis des concurrents d'un coût du travail, d'un coût du capital, et des ressources disponibles comparativement favorables.
Le fait pour un opérateur d'être bien placé en termes de compétitivité-prix signifie que s'il le souhaite (ou s'il y est contraint par le marché) il est capable de vendre plus (ou de vendre autant) en diminuant le prix des biens ou services qu'il propose sur le marché. L'effet positif principal recherché par la baisse de prix se traduit par une augmentation des volumes vendus, au détriment des concurrents qui ne peuvent proposer cette baisse de prix, ou par la captation d'une nouvelle clientèle jusque-là non active du fait d'un niveau de prix présumé excessif.
Des effets secondaires peuvent également être constatés : un écoulement plus rapide des ventes et une rotation accrue des stocks de marchandises. À titre d'illustration, on peut donner l'exemple français du début des années 1980. La faiblesse de la compétitivité prix par rapport à l'Allemagne est très souvent expliquée par les entrepreneurs français par la hausse des coûts salariaux et fiscaux. Or, les enquêtes communautaires menées dans ce sens ont montré l'inverse : les coûts salariaux en France sont bien inférieurs à ceux pratiqués en Allemagne et la main d'oeuvre française est souvent plus productive que celle de son concurrent du nord. Les charges fiscales sont largement réduites lors des exportations et frappent sévèrement les importations. Le vrai problème est lié à des difficultés de management des entreprises. Le côté traditionnel domine encore la gestion de celles-ci. Le niveau élevé des stocks, la coordination insuffisante entre les ateliers de fabrication, le personnel nombreux et injustifié du top management, l'importance de la petite et moyenne entreprise et de son personnel familial, généralement mal gérée et n'effectuant pas des investissements productifs, l'insuffisance de la formation du personnel et de la recherche et développement sont des données qui font que l'entreprise française connait plusieurs rigidités au changement qui peut faire d'elle une unité innovante et moderne.
À l'échelon d'un pays : l'évolution de la compétitivité-prix peut être ponctuellement mesurée en soustrayant la variation des prix à l'importation de celle des prix à l'exportation. Le taux de change peut avoir un impact important sur la compétitivité-prix : une dépréciation de la monnaie nationale baisse à l'exportation le niveau de prix des produits exportés. Depuis la fin des trente glorieuses et jusqu'au début des années 1980, la compétitivité-prix des produits français est la conséquence de l'inflation qui diminue le poids de la dette des entreprises et de la dévaluation de sa devise qui permet de baisser la valeur des produits français dans les marchés étrangers. Pour bon nombre d'entreprises de l'Union européenne, la parité euro/dollar peut jouer un rôle déterminant dans la compétitivité-prix à l'exportation. Autrement dit, la baisse de l'euro par rapport au dollar permet d'augmenter les exportations européennes en baissant les prix des produits exportés.

### Compétitivité hors prix
La compétitivité hors prix consiste à faire valoir des avantages compétitifs décisifs — autres que le prix de vente — pour l'acheteur et le consommateur potentiel.
Elle repose sur la capacité d'innovation et l'amélioration constante de la productivité et de la qualité. Cette forme de compétitivité entraîne généralement une hausse des prix de vente des biens ou services de l'entreprise, mais incite les consommateurs désireux d'une meilleure qualité, qui veulent « monter en gamme », à acheter ses produits. En général, le taux de marge est plus élevé pour les produits les plus coûteux. L'innovation nécessite des coûts de recherche et la protection de la propriété intellectuelle.
Cette compétitivité par l'innovation peut concerner aussi un bassin économique, en concurrence par rapport à d'autres, d'où les politiques visant à constituer ou renforcer des pôles de compétitivité.
Pour une économie, la stabilité du taux de change, au-delà de son niveau, est également bénéfique pour la compétitivité (la volatilité et donc le risque des investissements étant moins grands).

## Politique

### Baisse du coût du travail
Beaucoup de politiques d'accroissement de la compétitivité passent, en Europe, par des politiques de réduction du coût payé par les entreprises pour embaucher des travailleurs. Le développement des politiques d'exonération de cotisations sociales depuis les années 1990, ou de désinflation compétitive et de modération salariale, font partie des politiques mises en œuvre pour améliorer la compétitivité-prix d'un pays.

### Baisse du coût des intrants et des services
La baisse du coût des intrants et des services auxquels les entreprises ont recours dans le cadre de leur production est un outil important de l'amélioration de la compétitivité coût des entreprises.

### Aménagement du territoire
Les travaux d'économie géographique montrent l'importance de l'aménagement du territoire dans la création de synergies entre entreprises, centres de recherche et d'enseignement et services publics. La politique d'aménagement du territoire est par conséquent une politique visant à la fois à augmenter la compétitivité des entreprises et celle du territoire concerné.

## Effets

### Effets sur les investisseurs
Un nombre grandissant d’économistes[Lesquels ?] considèrent qu’une partie des pays d’Europe Occidentale est désormais « à la traîne », loin derrière les économies les plus dynamiques d’Asie — notamment du fait que ces dernières ont su adopter et mettre en œuvre des politiques de développement ambitieuses plus propices aux investissements à long terme — : « les pays qui réussissent comme Singapour, l’Indonésie et la Corée du Sud ont gardé en mémoire les mécanismes d’ajustement macroéconomiques douloureux qui leur ont été imposés abruptement par le FMI et la Banque mondiale pendant la Crise asiatique de 1997-1998 […] Le niveau de développement qu’ils ont atteint au cours des dix dernières années est d’autant plus remarquable qu’ils ont dans une large mesure abandonné le consensus de Washington (la perspective néolibérale dominante fondée sur la réduction des salaires, la baisse des cotisations patronales et le gel des investissements en infrastructure) pour investir massivement dans des projets d’infrastructures publiques ambitieux […] Cette approche pragmatique s’est avérée être particulièrement payante ».

### Effets sur les économies nationales
Une faible compétitivité de l'économie d'un pays n'incitera pas les entreprises étrangères à placer des centres de production ou de recherche dans le pays. Par ailleurs, cette faible compétitivité fragilisera les entreprises nationales, leur faisant perdre des parts de marché par rapport aux concurrents étrangers. Au bout du compte, ceci diminuera la production par travailleur (ou productivité du travail) et l'emploi total au sein du pays (et donc augmentera le taux de chômage). Une faible compétitivité renforcera les politiques de relance économique. En effet, la baisse de la compétitivité entrainera la diminution de l'offre globale du pays. Une politique de relance qui se concrétise, surtout, par l'augmentation des investissements et de la consommation via des dépenses budgétaires peut faire augmenter la demande globale qui peut pousser les entreprises à mieux vendre (pour satisfaire la demande supplémentaire) et donc à accroître leur compétitivité.[pourquoi ?]
Là et quand l'économie de marché s'est développée, les États et des organisations telles que l'OMC, l'OCDE, etc. ont mis les entreprises en situation de compétition en estimant que cela doperait la création de richesses. Mais avec la mondialisation, ce sont paradoxalement ensuite les grandes banques et ces entreprises devenues globales et multinationales (dont certaines peuvent ne plus payer d'impôts grâce à l'optimisation fiscale et aux paradis fiscaux, stratégies mises en place notamment pour augmenter leur compétitivité) qui mettent en compétition les États (et leurs territoires, tels que Régions, agglomérations) eux-mêmes pour stimuler de nouveau la création de richesses.

### Effets adverses ou effets pervers
Si la standardisation, le travail à la chaîne puis la robotique et l'informatisation ont permis d'indéniables gains de productivités et de rentabilité industrielle, il existe une autre face, souvent cachée, de la compétitivité ou de l'hypercompétitivité, qui peut conduire à passer d'une économie dynamique basée sur une exploitation rationnelle des ressources à la surexploitation ou dégradation de ces ressources, notamment dans un contexte de marchandisation des biens et services, ou dans un contexte simplement de compétition, très concurrentiel et/ou déréglementé.
Dans ces contextes, la recherche de compétitivité à tout prix peut induire de nombreux biais dans l'analyse stratégique (par exemple en privilégiant les solutions plus rapides, plus facile et moins chères, ou répondant à des pressions sociopolitiques de court terme de la part d'organisations cherchant à rentabiliser au plus vite leurs investissements, mais conduisant à la surexploitation de ressources humaines, économiques ou naturelles pas, peu, difficilement, lentement ou coûteusement renouvelables). Elle peut aussi, pour les mêmes raisons conduire à des biais de sélection dans l'embauche et les prises de décision, ou être source de biais statistiques, par exemple dans les domaines de l'évaluation de la rentabilité (alors souvent calculés pour le court terme sans tenir compte des besoins d'autrui ou des générations futures ni internaliser les coûts environnementaux ou sanitaires).
Dans le domaine des sciences et techniques où la rationalité est supposée tenir une place centrale (en particulier dans les sciences académiques depuis le XIXe siècle), elle peut pousser à orienter ou privilégier des thématiques, favorables à la compétitivité de grandes entreprises et secteurs économiques établis (industrie charbonnière et pétrolière, industrie lourde, industrie militaire et nucléaire, secteurs de la pharmacochimie, de l'agrochimie, de la chimie fine et de l'agroalimentaire, de l'agriculture industrielle, de la biologie moléculaire et du génie génétique notamment) en freinant d'autres secteurs (dont l'agriculture biologique, l'énergie solaire, le développement humain, personnel ou social, la protection ou la restauration des ressources naturelles (eau, air, sols, ressources minérales, halieutiques, carbone fossile, forêts, biodiversité, etc.)).
De même la recherche de compétitivité a pu depuis le début du XXe siècle orienter la formation initiale, universitaire,,, doctorale et professionnelle, le choix des carrières et les études des élites scientifiques ou le fonctionnement des universités vers les sciences « appliquées » ou jugées plus « rentables » au détriment des domaines de la culture et de l'art, de la santé, de la vie en société, de la gouvernance ou de la recherche fondamentale.
Il a été montré qu'avec les méthodes de travail et d'organisation privilégiées depuis le XXe siècle, la transparence diminue quand la recherche de compétitivité augmente, de même les relations interpersonnelles dans le monde de la recherche (qui du siècle des lumières à la période de l'évaluation de la recherche n'étaient que peu bridées par les frontières ou la compétition économique). Or sans transparence, les cadres et moyens de contrôle sont plus difficiles à appliquer ; la recherche de compétitivité peut alors inciter des groupes de pressions ou des producteurs de biens, de données ou de valeurs à échapper aux taxes (dans les paradis fiscaux ou par d'autres stratégies d'optimisation fiscale) voire à détourner ou contourner la loi, ou entrer dans des dérives mafieuses ou opter pour des prises de risques excessives (notamment dans les domaines bancaires, et dans certains secteurs émergents des biotechnologies, ou nanotechnologies, ou encore en s'associant à des secteurs de l'économie illégale et dite « souterraine » par exemple du trafic de drogue, du trafic d'armes, du trafic d'animaux et des trafics d'influences). La recherche de compétitivité telle qu'envisagée au XXe siècle a encouragé des stratégies de brevetage et de secret (secret de fabrication, secret commercial…) qui à l'heure de l'Internet et d'une mondialisation accélérée peuvent aussi finir par être des freins à l’innovation, aux améliorations collaboratives et au développement humain (par exemple en interdisant aux pays pauvres d'accéder à ces ressources, alors que leurs ressources minérales et de biomasse sont souvent surexploitées au profit des économies des pays riches).
Elle peut favoriser les erreurs scientifiques, des scandales sanitaires (ex. : scandale du sang contaminé) et des conduites scientifiques irresponsables voire la fraude scientifique, notamment dans la recherche académique et chez les hommes plus que chez les femmes.
Dans le domaine du sport, l'équivalent de ces dérives et prises de risques est le dopage dont la détection coûte de plus en plus cher.

## Comparatif

### Palmarès de la compétitivité
D'après le classement de 2007 de l'International Institute for Management Development et du Forum économique mondial, les États-Unis demeurent le pays le plus compétitif de la planète. La France se classe au 28e rang, l'Allemagne au 16e rang.
Selon le classement de 2011 de l'IMD, Hong Kong et les États-Unis sont les pays les plus compétitifs suivi de Singapour, de la Suède et de la Suisse. La France se classe au 29e rang et l'Allemagne au 10e .
Selon les rapports de 2009/2010 et 2010/2011 du WEF, la Suisse est le pays avec la meilleure compétitivité économique suivi des États-Unis, de Singapour et de la Suède en 2009-2010. En 2010-2011, la Suisse est suivie de la Suède, de Singapour et des États-Unis. L'Allemagne se classe au 5e rang et la France au 15e rang.

### Géographie et compétitivité
Alors que la géographie souligne depuis plusieurs décennies les liens entre la mondialisation et les territoires, le thème de la compétitivité a été peu étudié par les géographes. Pourtant l'utilisation récurrente de ce terme dans le débat politique sous-entend que les territoires (villes, régions, nations, ensembles de nations...) doivent dorénavant être compétitifs au même titre que des entreprises : cette notion, théorisée par les économistes, a d'évidentes implications géographiques.
Ainsi, la géographe britannique Gillian Bristow s'est intéressée au concept de « compétitivité régionale » en soulignant la fragilité de ce discours. Pour Mme Bristow, la rhétorique sur la compétitivité sert essentiellement à justifier des réformes impopulaires face aux exigences de la mondialisation.
Les travaux d'Ivan Turok ont tenté d'évaluer les implications de la compétitivité sur les politiques d'aménagement du territoire : selon lui, ce nouvel objectif économique marque une rupture dans la mesure où le souci d'égalité spatiale et de répartition est progressivement remplacé par une stratégie de concentration (ou de regroupement) géographique des atouts et de concurrence généralisée entre acteurs.
En France, Gilles Ardinat a soutenu en 2011 une thèse de doctorat consacrée à ce sujet. L'auteur essaie d'établir une géographie mondiale de la compétitivité à partir d'indicateurs variés, tels ceux du FEM de Davos ou de l'IMD (présentés ci-dessus), mais aussi avec de nouvelles méthodes et de nombreuses cartes inédites. En outre, cette étude souligne la manière dont les « territoires » (essentiellement les États-nations) sont perçus au travers des politiques de compétitivité : réduits à de simples supports pour les facteurs de productions, les « territoires compétitifs » semblent considérés par les marchés comme des objets purement économiques, perdant leurs attributs identitaires, culturels ou symboliques.
Ces différentes approches démontrent qu'il est difficile de définir et de mesurer rigoureusement la compétitivité d'une entité géographique.